# Zdravko Dugonjić
Zdravko Dugonjić, legendarni bosanskohercegovački košarkaš i košarkaški trener iz Tuzle.
Bio je među najboljim košarkašima u Bosni i Hercegovini svog vremena. Igrao u Slobodi. Na manifestacijama dodjela nagrada uvijek je bio u krugu najboljih športaša grada Tuzle. Okončavši igračku karijeru, posvetio se trenerskoj karijeri. 
U drugoj polovici 1960-ih bio je igrač i trener tuzlanske Slobode. 1967. godine "Dugi" je tada bio među najvećim košarkašima u BiH tog vremena. Sa Slobodom je osvojio prvenstvo Bosne i Hercegovine.
Anto Ramljak i Dugonjić bili su prvi treneri Mirzi Delibašiću. Odmah je uočio Delibašićev talent.
U stručnom sastavu s Mihajlom Vukovićem izabrao je i vodio sjajni naraštaj košarkašica Jedinstva Aide, koje su osvojile prvenstvo i kup Jugoslavije te Kup europskih prvakinja. Prije umirovljenja još je bio radio u Jedinstvu, a 2010-ih je otišao u mirovinu.

## Nagrade
- Nagrada za životno djelo[1]